# Het wonderdrankje
Het wonderdrankje is het 22ste stripverhaal van Jommeke. De reeks wordt getekend door striptekenaar Jef Nys.

## Personages
- Jommeke
- Flip
- professor Gobelijn
- Theofiel
- Marie
- Filiberke
- Buldog
- Kwak
- Boemel
- kleine rollen : Annemieke, Rozemieke, Pekkie, ...

## Verhaal
Het verhaal start wanneer professor Gobelijn zijn nieuwste uitvinding aan Jommeke en Flip voorstelt : een drankje waarvan men onzichtbaar wordt. Hij heeft ook nog een drankje om terug zichtbaar te worden. Na een test bij hemzelf en bij Flip geeft de professor Jommeke beide dranken mee. Jommeke en Flip halen zo allerlei grappen uit met de dorpsbewoners. Ze maken Jommekes ouders wijs dat Flip kan toveren en allerlei voorwerpen kan laten bewegen. Ze brengen ook Filiberke op de hoogte van de onzichtbaarheidsdrank. Wanneer ze in het dorp Flip laten verder toveren, worden ze door een man opgemerkt die Flip ontvoert. Jommeke en zijn vrienden kunnen hem echter bevrijden.
De man in kwestie, die Buldog genoemd wordt, vermoedt dat er meer achter Flips toverkrachten zit. Samen met zijn handlangers Kwak en Boemel denkt hij dat er iets onzichtbaars achter zit. Ze denken dat professor Gobelijn daar achter zit en breken bij hem in. De documenten uit Gobelijns brandkast blijken echter albums van Jommeke te zijn. Buldog vermoedt dat de geheime documenten in geheimschrift in de albums te vinden zijn, waarop Kwak en Boemel zich terugtrekken om de albums te doorsnuisteren.
Ondertussen gaat Jommeke onzichtbaar op zoek naar de inbrekers. Samen met Flip overmeestert hij Buldog die hen naar Kwak en Boemel leidt. Zij slagen er echter in met de albums te vluchten. Na een helse achtervolgingstocht belanden Kwak en Boemel per ongeluk bij de politie waarna ze gearresteerd worden. Jommeke brengt de albums terug naar de professor die zich blijkbaar weer vergist heeft. De geheime documenten blijken in de ijskast te zitten.

## Achtergronden bij het verhaal
- In dit album komen de landlopers Kwak en Boemel voor het eerst voor. In dit album zijn het tegenstanders van Jommeke. Hun personages komen later vaak in de reeks voor, maar hun rol is dubbelzinnig. De ene keer zijn het vrienden van Jommeke, de andere keer zijn het tegenstanders.
- In dit album worden enkele verhaaltrends uit de reeks gecombineerd. Een uitvinding van professor Gobelijn vormt de rode draad door een verhaal met zowel grappige momenten als een avontuur met boeven.
- Op rij 38 en 39 is een van de bekendste grappen uit de reeks te zien. De dokter van het dorp is bezig met het uitspuiten van iemands oren, waarbij het water in het ene oor ingespoten wordt en er door het andere weer uitgaat.
- In de oudste verhalen van de reeks schept Jef Nys vaak een stereotiep beeld van de vrouw. Dit blijkt duidelijk wanneer Filiberke per ongeluk het geheim van het onzichtbaarheidsdrankje aan Jommekes ouders vertelt. Wanneer hij beseft dat hij zich versproken heeft, slaat hij in tranen uit en zegt hij dat hij 'zich gedragen heeft als een vrouw' door te babbelen.
- Het wonderdrankje wordt vele albums later nog eens gebruikt in Het spookdorp.